# Plaine des Merles
La Plaine des Merles est un petit plateau situé dans le sud-ouest de Salazie, une commune dans les Hauts de l'île de La Réunion, un département d'outre-mer français dans le sud-ouest de l'océan Indien. Traversée par le sentier de grande randonnée GR R1 ainsi que par l'une de ses variantes, elle est surplombée par le col des Bœufs et le col de Fourche. Plusieurs ravines la parcourent en s'écoulant vers le nord-est, notamment la Ravine des Merles et la Ravine Pont de chien.